# The End of the Trail (film 1916)
The End of the Trail è un film muto del 1916 diretto da Oscar C. Apfel.

## Trama
Il cacciatore Jules Le Clerq sposa Adrienne Cabot anche se lei gli rivela che, tempo prima, suo zio l'aveva venduta a Devil Cabot, un fuorilegge che, poco dopo le nozze, era morto. I due sposi aspettano un bambino, ma riappare Cabot, che non era morto e che si riprende la moglie. Quando però Adrienne dà alla luce una bambina, il bandito va in escandescenze perché non vuole prendersi cura della figlia di Jules e cerca di uccidere la neonata. Per difenderla, Adrienne colpisce con un attizzatoio Cabot che cade a terra come morto. La donna, allora, prende la piccola e fugge, tornando da Jules. La donna, però, è rimasta traumatizzata e, poco tempo dopo, muore.
È passato qualche anno. Jules vive in pace con la piccola Adrienne. Un giorno, però, riappare Cabot, che aggredisce la bambina. Jules non gli lascia scampo, e questa volta lo mette fuori gioco definitivamente, uccidendolo sul serio.

## Produzione
Il film fu prodotto dalla Fox Film Corporation.

## Distribuzione
Distribuito dalla Fox Film Corporation, il film uscì nelle sale cinematografiche statunitensi il 6 agosto 1916. Nei Paesi Bassi, presentato in sala il 4 giugno 1920, prese il titolo informale De wolf in menschengedaante.